# Augusto Lamo Castillo

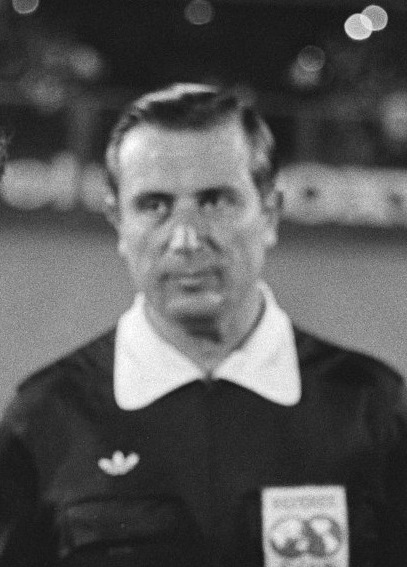

Augusto Lamo Castillo (Badajoz, 25 september 1938 – 10 september 2002) was een voetbalscheidsrechter uit Spanje. Hij was als arbiter onder meer actief op het WK voetbal 1982 en het EK voetbal 1984. Lamo Castillo floot van 1974 tot 1986 in de hoogste Spaanse afdeling, de Primera Division.

## Interlands
| 1  | 11.05.1978 | Frankrijk – Iran                             | 2 – 1 | Vriendschappelijk |
| 2  | 05.05.1979 | Zwitserland – Duitse Democratische Republiek | 0 – 2 | EK-kwalificatie   |
| 3  | 28.10.1980 | Frankrijk – Ierland                          | 2 – 0 | WK-kwalificatie   |
| 4  | 01.01.1981 | Argentinië – West-Duitsland                  | 2 – 1 | Mundialito        |
| 5  | 23.09.1981 | Italië – Bulgarije                           | 3 – 2 | Vriendschappelijk |
| 6  | 10.10.1981 | Duitse Democratische Republiek – Polen       | 2 – 3 | WK-kwalificatie   |
| 7  | 21.03.1982 | Brazilië – West-Duitsland                    | 1 – 0 | Vriendschappelijk |
| 8  | 14.06.1982 | Brazilië – Sovjet-Unie                       | 2 – 1 | WK-eindronde      |
| 9  | 21.12.1983 | Joegoslavië – Bulgarije                      | 3 – 2 | EK-kwalificatie   |
| 10 | 16.06.1984 | Denemarken – Joegoslavië                     | 5 – 0 | EK-eindronde      |
| 11 | 19.02.1986 | Portugal – Duitse Democratische Republiek    | 1 – 3 | Vriendschappelijk |